# Хумык
Хумык (чечен. Хумг) — река в России, протекает по Курчалоевскому району Чеченской Республики. Длина реки составляет 20,1 км. Площадь водосборного бассейна — 82,6 км².
Высота истока — 729 м над уровнем моря. Высота устья — 115 м над уровнем моря. Уклон реки — 35 м/км.
Начинается на западной окраине села Регита. Течёт в общем северном направлении через буково-грабовый лес, в низовьях — по открытой местности. Протекает по окраине города Курчалой. Устье реки находится в 30 км по левому берегу реки Белка.
Основной приток — река Хумыс — впадает слева.

## Данные водного реестра
По данным государственного водного реестра России относится к Западно-Каспийскому бассейновому округу, водохозяйственный участок реки — Сунжа от впадения реки Аргун и до устья. Речной бассейн реки — Реки бассейна Каспийского моря междуречья Терека и Волги.
Код объекта в государственном водном реестре — 07020001312108200006265.

## Уточнения
1. 1 2  В Государственном водном реестре считается, что Хумык, имеющий длину 18 км, — приток Хумыса, впадающий в него справа в 2,1 км от его устья; а в Белку (Гумс) впадает уже Хумыс